# Damalis coeruleiventris
Damalis coeruleiventris là một loài ruồi trong họ Asilidae. Damalis coeruleiventris được Enderlein miêu tả năm 1914.